# Маммадов, Эмиль
Эми́ль Мамма́дов (азерб. Emil Məmmədov Elman oğlu; род. 11 мая 1987, Баку, Азербайджан) — азербайджанский спортсмен, выступающий в профессиональном кикбоксинге. Создатель проекта EMT Promotion. Учредитель федерации «ПараБокса» в Москве и Московской области. Популяризирует воркаут и ЗОЖ.

## Биография
Учился в общеобразовательной школе до 7 класса. Далее продолжал обучение в Кадетском корпусе. Высшее образование получил в Дербентском гуманитарном институте на заочном отделении. По окончании ВУЗа служил в армии. Спортом занимается с раннего детства. Отец Эмиля оказывал занятиям сына всяческую поддержку.
В юношестве достиг успехов в тхэквондо, стал чемпионом города, получил коричневый пояс. Занимался боксом, выступал на соревнованиях в рамках клуба «Динамо», был 2-м номером в юношеской сборной. Позднее занялся кикбоксингом. В 2007 году стал чемпионом среди военнослужащих Азербайджана в весе 64 кг. В 2008 году стал призёром кубка Кавказа, заняв второе место. В 2009 году стал чемпионом Закавказья.
Получил вид на жительство в Российской Федерации.
В 2011 завершил любительскую карьеру и по семейным обстоятельствам три года не выходил на ринг. Возобновив тренировки с 2012 года, в 2014 году перешёл в профессионалы.
В апреле 2014 года дебютировал на профессиональном кикбоксерском ринге в весовой категории до 70 кг. В рамках Национального антинаркотического союза в Алуште в поддержку бывших наркозависимых, проиграл в дебютном поединке по очкам близким судейским решением. В том же месяце провёл второй бой в рамках клубных состязаний в Нижнем Новгороде, где одержал победу решением судей.
Эмиль Маммадов создал проекты «Трансформация с EMT (Emilio Motivation Team)». Был вице-президентом сети бойцовских клубов «Lipovoy Gym». Работал в Национальном антинаркотическом союзе как куратор спортивного направления.
Принимал участие в программе «Стопнаркотик». Сотрудничает с благотворительным фондом помощи детям «Подсолнух». Активно участвует в телесъемках, радиопередачах, ведет медийную деятельность. Также, в 2015 году учредил федерации «ПараБокса» Москвы и Московской области.
8 ноября 2015 нокаутировал во втором раунде поляка Николаса Кравчука.
20 декабря 2015 года Маммадов нокаутировал в начале первого раунда болгарина Александра Новакова.

## Достижения
- Любительский бокс — бронзовый призёр чемпионата Азербайджана
- Тхэквондо — коричневый пояс
- Любительский кикбоксинг — чемпион Закавказья
- Профессиональный кикбоксинг — двукратный чемпион мира по версии «Kumite Fight»

## Статьи
- Азербайджанский кикбоксер Эмиль Маммадов: «Меня мотивирует Мухаммед Али…» (эксклюзив, фото)[8].